# Rotava (přírodní památka)
Rotavské varhany jsou přírodní památka, která byla vyhlášena v roce 1978. Nachází se přibližně 1 km východně od obce Rotavy v okrese Sokolov. Chráněné území je ve správě Krajského úřadu Karlovarského kraje.  Důvodem ochrany je ukázka sloupcovitého rozpadu čediče, tzv. rotavské varhany.

## Přírodní poměry

### Geologie
Z geologického hlediska je území součástí karlovarského plutonu. Na území vystupuje při kontaktu žul karlovarského plutonu s pláštěm krystalinika Krušných hor alkalické efuzivní čedičové těleso. Jedná se pravděpodobně o vytlačené kupy, kdy sloupce, varhany, vznikly jediným klidným výlevem viskózní lávy nad ústím protáhlého jícnu a rychlým zesklovatěním lávy na limburgit. Podle odlišného rozpadu horniny ve východní a západní části území lze usuzovat, že zde existují dvě samostatné intruze. Výchoz byl v minulosti odkryt intenzivními lomovými pracemi a mnoho vylámaných sloupců bylo použito jako štěrk na cesty. Teprve lomová těžba odhalila vnitřní stavbu sopečného vrchu s charakteristickými čedičovými, milířovitě uspořádanými hranoly. Čedičové sloupce dosahují výšky až 12 m.

### Flóra a fauna
Přírodní památka je zajímavá i po botanické stránce. V západní části se nachází zde dvě malé lokality s relativně hojným porostem silně ohrožené kapradinky skalní (Woodsia ilvensis) a ožanky lesní (Teucrium scorodonia). Z dalších ohrožených rostlin zde roste prha arnika (Arnica montana). Vrcholové partie a suťovité svahy zarůstají smrkem ztepilým (Picea abies), břízou bělokorou (Betula pendula), jeřábem ptačím (Sorbus aucuparia), borovicí lesní (Pinus sylvestris), vrbou jívou (Salix caprea) a javorem klenem (Acer pseudoplatanus). Holé skály jsou osidlovány skalními druhy, například sleziníkem severním (Asplenium septentrionale) a sleziníkem červeným (Asplenium trichomanes). Ve vrcholové části jsou hojné luční druhy – hvozdík kropenatý (Dianthus deltoides), třezalka skvrnitá (Hypericum maculatum), mateřídouška (Thymus), mochna stříbrná (Potentilla argentea) a mochna jarní (Potentilla verna).
Z chráněných druhů živočichů se zde vyskytuje zmije obecná (Vipera berus).